# Инварианты Карминати — Макленахана
В общей теории относительности инварианты Карминати — Макленахана (англ. Carminati-McLenaghan invariants, CM scalars) составляют один из наборов скалярных инвариантов кривизны. Они включают в себя 16 скаляров, получаемых из тензора Римана.

## Определение
Инварианты Карминати — Макленахана состоят из 6 действительных скаляров и 5 комплексных (всего 16 действительных чисел). Они определяются через тензор Вейля {\displaystyle C_{abcd}}, его левый (или правый) дуальный тензор {\displaystyle {{}^{\star }C}_{acdb}}, тензор Риччи {\displaystyle R_{ab}} и его бесследовую часть
{\displaystyle S_{ab}=R_{ab}-{\frac {1}{4}}\,R\,g_{ab}.}
Действительные скаляры:
1. {\displaystyle R={R^{m}}_{m}} (скалярная кривизна, след тензора Риччи),
2. {\displaystyle R_{1}={\frac {1}{4}}\,{S^{a}}_{b}\,{S^{b}}_{a}},
3. {\displaystyle R_{2}=-{\frac {1}{8}}\,{S^{a}}_{b}\,{S^{b}}_{c}\,{S^{c}}_{a}},
4. {\displaystyle R_{3}={\frac {1}{16}}\,{S^{a}}_{b}\,{S^{b}}_{c}\,{S^{c}}_{d}\,{S^{d}}_{a}},
5. {\displaystyle M_{3}={\frac {1}{16}}\,S^{bc}\,S_{ef}\left(C_{abcd}\,C^{aefd}+{{}^{\star }C}_{abcd}\,{{}^{\star }C}^{aefd}\right)},
6. {\displaystyle M_{4}=-{\frac {1}{32}}\,S^{ag}\,S^{ef}\,{S^{c}}_{d}\,\left({C_{ac}}^{db}\,C_{befg}+{{{}^{\star }C}_{ac}}^{db}\,{{}^{\star }C}_{befg}\right)}.

Комплексные скаляры:
1. {\displaystyle W_{1}={\frac {1}{8}}\,\left(C_{abcd}+i\,{{}^{\star }C}_{abcd}\right)\,C^{abcd}},
2. {\displaystyle W_{2}=-{\frac {1}{16}}\,\left({C_{ab}}^{cd}+i\,{{{}^{\star }C}_{ab}}^{cd}\right)\,{C_{cd}}^{ef}\,{C_{ef}}^{ab}},
3. {\displaystyle M_{1}={\frac {1}{8}}\,S^{ab}\,S^{cd}\,\left(C_{acdb}+i\,{{}^{\star }C}_{acdb}\right)},
4. {\displaystyle M_{2}={\frac {1}{16}}\,S^{bc}\,S_{ef}\,\left(C_{abcd}\,C^{aefd}-{{}^{\star }C}_{acdb}\,{{}^{\star }C}^{aefd}\right)+{\frac {1}{8}}\,i\,S^{bc}\,S_{ef}\,{{}^{\star }C}_{abcd}\,C^{aefd}},
5. {\displaystyle M_{5}={\frac {1}{32}}\,S^{cd}\,S^{ef}\,\left(C^{aghb}+i\,{{}^{\star }C}^{aghb}\right)\,\left(C_{acdb}\,C_{gefh}+{{}^{\star }C}_{acdb}\,{{}^{\star }C}_{gefh}\right)}.

Эти инварианты имеют следующие степени относительно компонент кривизны:
1. {\displaystyle R} линеен по ним,
2. {\displaystyle R_{1},\,W_{1}} квадратичны,
3. {\displaystyle R_{2},\,W_{2},\,M_{1}} кубичны,
4. {\displaystyle R_{3},\,M_{2},\,M_{3}} имеют четвёртую степень, а
5. {\displaystyle M_{4},\,M_{5}} — пятую.

Они могут быть выражены также непосредственно через спинор Риччи и спинор Вейля в формализме Ньюмана — Пенроуза (см. ссылку ниже).

## Полный набор инвариантов
Вообще полное число алгебраически независимых (то есть не выражаемых друг через друга полиномиально) инвариантов пространства-времени равно 14, однако известно, что любой набор выражений, включающий полный набор инвариантов, должен быть больше этого, при этом часть инвариантов будет связана полиномиальными уравнениями, решения которых не выражаются полиномиально — сизигиями.
Для случая сферически-симметричного пространства-времени или пространства-времени с одномерной трансляционной инвариантностью (planar symmetric spacetimes) известно, что инварианты
{\displaystyle R,\,R_{1},\,R_{2},\,R_{3},\,\Re (W_{1}),\,\Re (M_{1}),\,\Re (M_{2})}
{\displaystyle {\frac {1}{32}}\,S^{cd}\,S^{ef}\,C^{aghb}\,C_{acdb}\,C_{gefh}}
составляют полное множество инвариантов тензора Римана — то есть включают в себя все алгебраически независимые инварианты. В случае вакуумных, электровакуумных решений или решений с идеальной жидкостью полное множество образуют инварианты Карминати — Макленахана. В более общих случаях требуется большее число инвариантов; определение их точного числа (и возможных связей между ними) представляет собой нерешённую проблему.